# Hermann Korfmacher

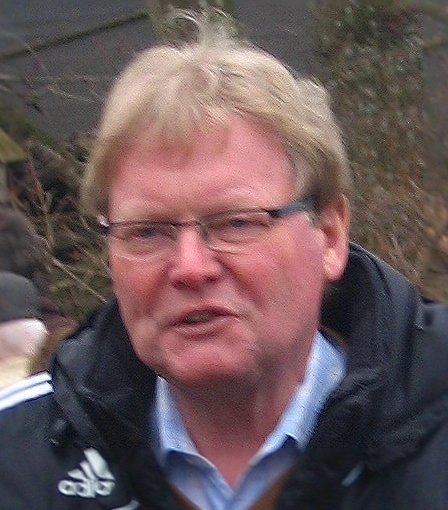
Hermann Korfmacher 2010

Hermann Korfmacher (* 11. Juli 1943 in Gütersloh) ist ein deutscher Sportfunktionär. Er war bis 2019 Präsident des Westdeutschen Fußballverbandes (WDFV).
Korfmacher übernahm zuerst in seinem Heimatverein SV Grün-Weiß Langenberg verschiedene Aufgaben, bevor er 1976 zum Vorsitzenden des Fußballkreises Gütersloh gewählt wurde. Dieses Amt übte er bis zum Jahr 2000 aus. 2001 wurde er als Nachfolger von Paul Rasche zum Präsidenten des Fußball- und Leichtathletikverbandes Westfalen (FLVW) und 2003 zum WDFV-Präsidenten gewählt. 2007, 2010 und auf dem Verbandstag 2013 (17. August) in Duisburg wurde Korfmacher in seinem Amt als WDFV-Präsident bestätigt.
Seit dem DFB-Bundestag 2001 gehört er dem Vorstand des Deutschen Fußball-Bundes an. Er wurde auf dem 39. Ordentlichen Bundestag des DFB am 25. Oktober 2007 zum 1. Vizepräsident Amateure des Deutschen Fußball-Bundes gewählt und 2010 in diesem Amt bestätigt. Mit dem Erreichen der Altersgrenze trat Korfmacher auf dem DFB-Bundestag 2013 nicht mehr als Vizepräsident an. Im Rahmen seiner Verabschiedung aus dem Präsidium wurde Korfmacher auf dem Bundestag als große Persönlichkeit des deutschen Fußballs gewürdigt.
Bei der Fußball-Weltmeisterschaft 2006 war er Leiter der Außenstelle Gelsenkirchen. Als 1. Vizepräsident Amateure regelte Hermann Korfmacher unter anderem Grundsatzfragen der Regional- und Landesverbände des DFB.
Im Jahr 2005 wurde Korfmacher das Bundesverdienstkreuz am Bande verliehen. Während der Fußball-EM wurde Hermann Korfmacher im Juni 2012 in Danzig zudem durch DFB-Präsident Wolfgang Niersbach die Goldene Ehrennadel des DFB verliehen.
Bis zu seiner Pensionierung im Jahr 2008 war Hermann Korfmacher als Leitender Kreisverwaltungsdirektor Geschäftsführer der Werkstatt für behinderte Menschen im Kreis Gütersloh gGmbH.
Korfmacher ist Kuratoriumsmitglied der Sepp-Herberger-Stiftung.